# Elm (armadura)

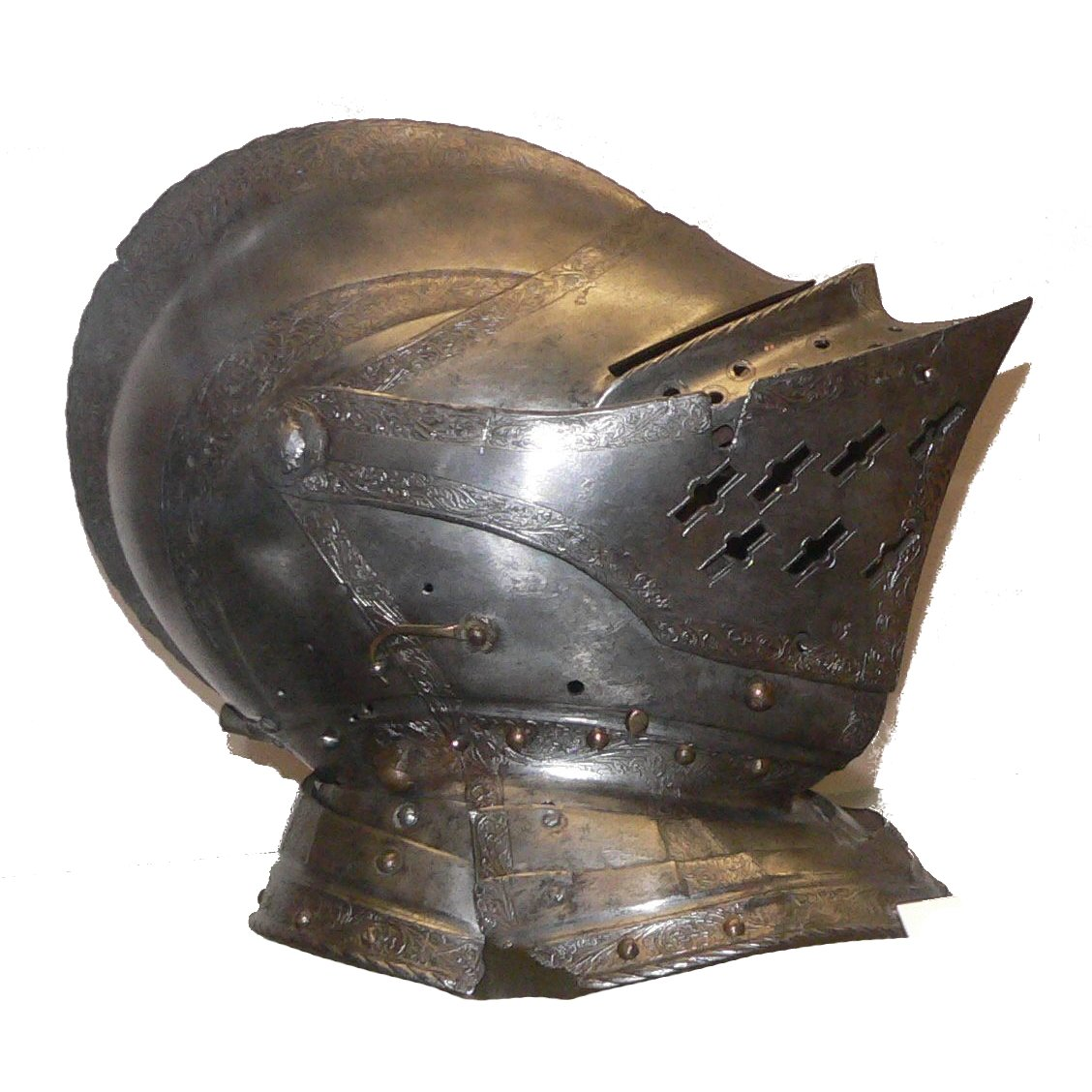
Elm baixmedieval amb celada

Un elm és l'element de l'armadura que protegeix el cap i la cara del guerrer. Va tenir el seu moment àlgid durant la baixa edat mitjana quan va arribar a ser una peça important de l'armadura medieval, i posteriorment es va seguir utilitzant en desfilades, parades militars i tornejos esportius. Actualment es fabriquen per a armadures amb finalitats ornamentals i decoratives; tot i que la seva funció la segueixen realitzant els cascos esportius i els de les unitats antiavalots. L'elm disposava de:
- Cimera: No tenia la funció de protegir la part frontal inferior del seu portador sinó que era per a decorar l'elm i estava situat a la part més alta d'aquest.
- Celada: És la part mòbil d'alguns elms que s'alçava o baixava sostingut per dos eixos als costats d'aquest, que tenia orificis per poder veure-hi, i era la que protegia el cap del guerrer.
- Pitet: És la part que s'encarregava de protegir la barbeta, boca i les mandíbules.
- Collaret: És l'adorn situat a la part inferior que envolta tota la circumferència de l'elm.

## Història

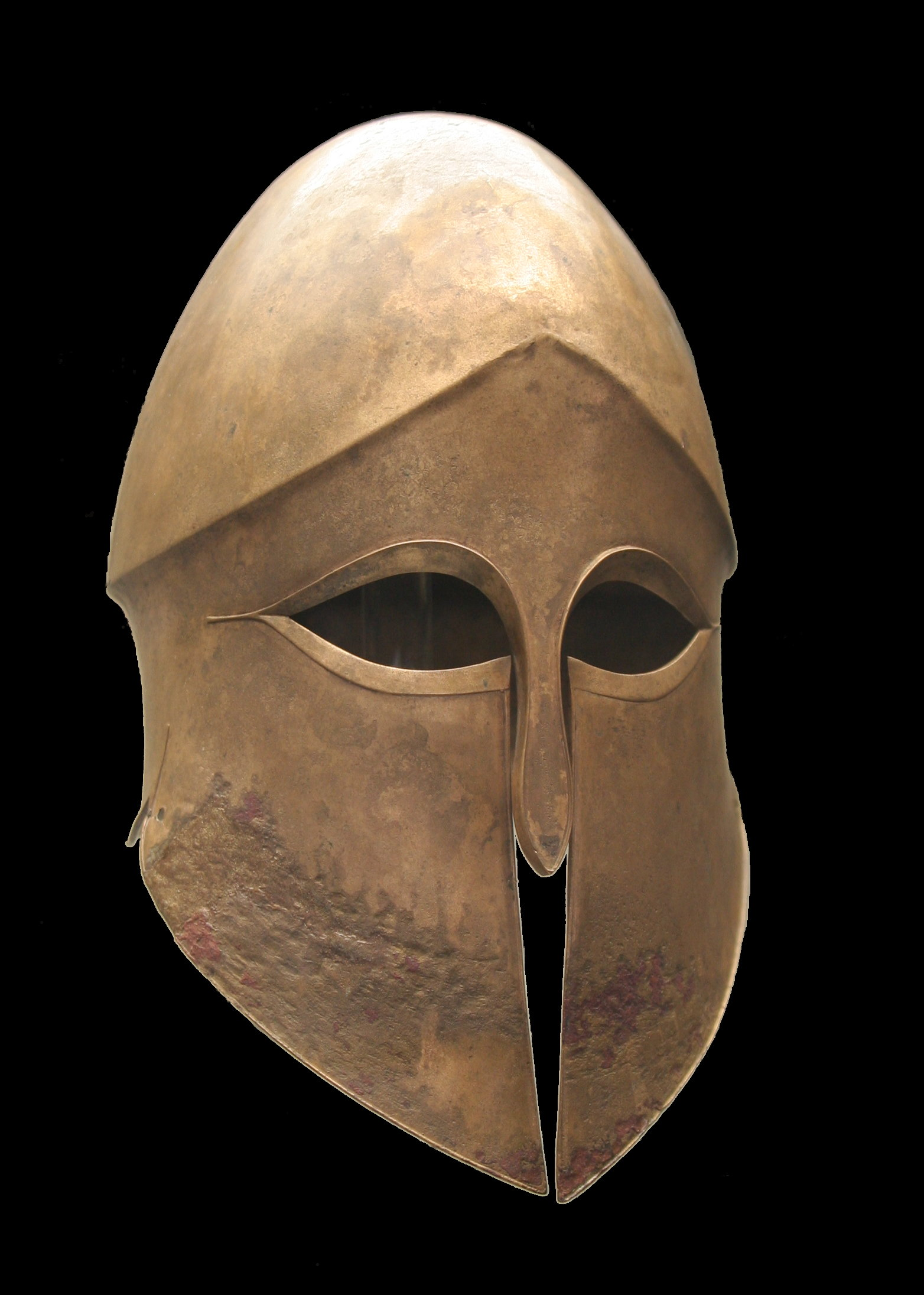
Exemplar de casc corinti.

La necessitat de protegir el cap és gairebé tan antiga com la mateixa guerra. Ja en baixos relleus sumeris apareixen soldats formats en falange protegits amb cascos
A l'edat del bronze apareixen alguns dels millors exemplars de cascos, precursors de l'elm. S'han trobat cascos amb multitud d'adorns com crineres de cavall o folrats amb dents de senglar; però la immensa majoria, per no dir tots, deixaven el rostre al descobert, fins i tot la cuirassa de Minos mostra un casc situat molt alt. Posteriorment va aparèixer el casc tipus corinti (el més usat en les filmografia per representar els guerrers grecs) amb grans galteres i protecció nasal; fos en una sola peça però la immensa majoria, per no dir tots, deixaven el rostre al descobert, fins i tot la cuirassa de Minos mostra un casc situat molt alt.
Aquesta tendència a la protecció de la cara desapareix en part amb el casc de les falanges macedònies que no tenia protecció nasal, sí galtes, a més d'una protuberància cap al front (una bona reconstrucció d'aquesta peça es pot veure en la pel·lícula Alexandre el Gran d'Oliver Stone). Fins i tot en els diferents descendents del casc corinti emprats per les legions romans seguien mostrant grans carrilleras, però sense protecció facial, encara que de molta pitjor factura, en ser produïts en grans quantitats i pagats per l'estat, no pels seus portadors com en el cas grec.

### Orígens

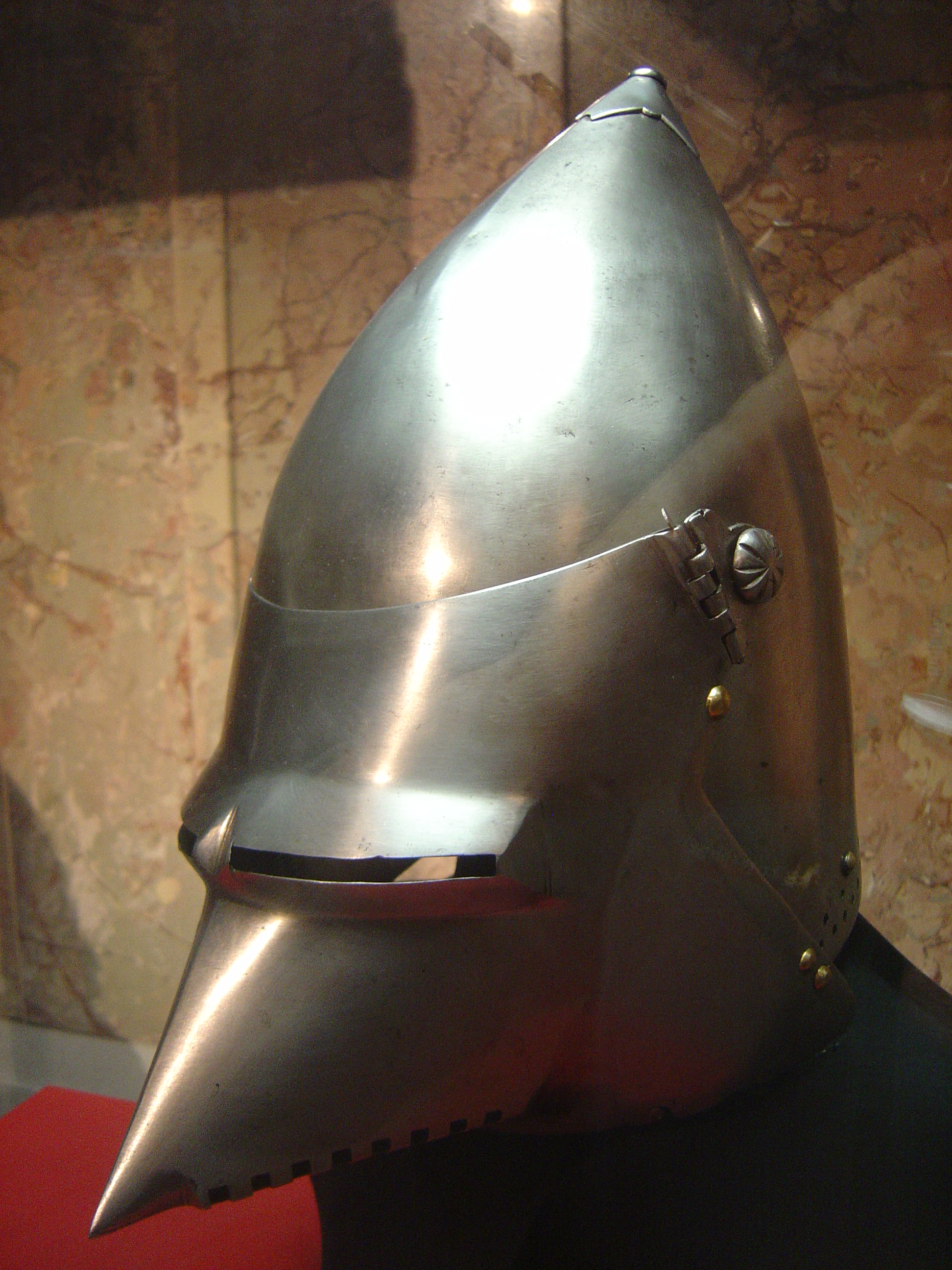
Elm del duc Ernest d'Àustria, cap al 1400.

L'elm de la cavalleria medieval era en principi un casc de cavalleria romana al qual se li va anar afegint la protecció nasal. No va ser fins passat el segle xii quan van aparèixer les primeres celades per evitar estelles de llances trencades, també protegia alguna cosa enfront de cops de maça amb cadenes i augmentava la ferocitat davant els oponents. Un exemple d'aquest component psicològic ho tenim en els increments de la celada en forma punxeguda, fins i tot amb vores de serra en la part baixa, la principal missió seria inspirar temor a l'adversari, més que causar-li dany en combat cos a cos, com l'elm del duc d'Ernest exhibit al Kunsthistorisches Museum, Viena, Àustria. A Amèrica els guerrers d'elit asteques usaven Elms de fusta coberts de cuir amb forma de cap d'animals com àligues, jaguars i llops, ricament decorats que també tenien un efecte psicològic sobre l'enemic.
Malgrat que a Orient no s'utilitza molt o gens la protecció de la cara, a Occident el pes i volum de l'elm va en augment amb el pas del temps, cas dels compactes cascos germànics d'una peça propis de la baixa edat mitjana. Així s'incrementava la protecció, però es reduïa la visibilitat.

### Adaptacions actuals

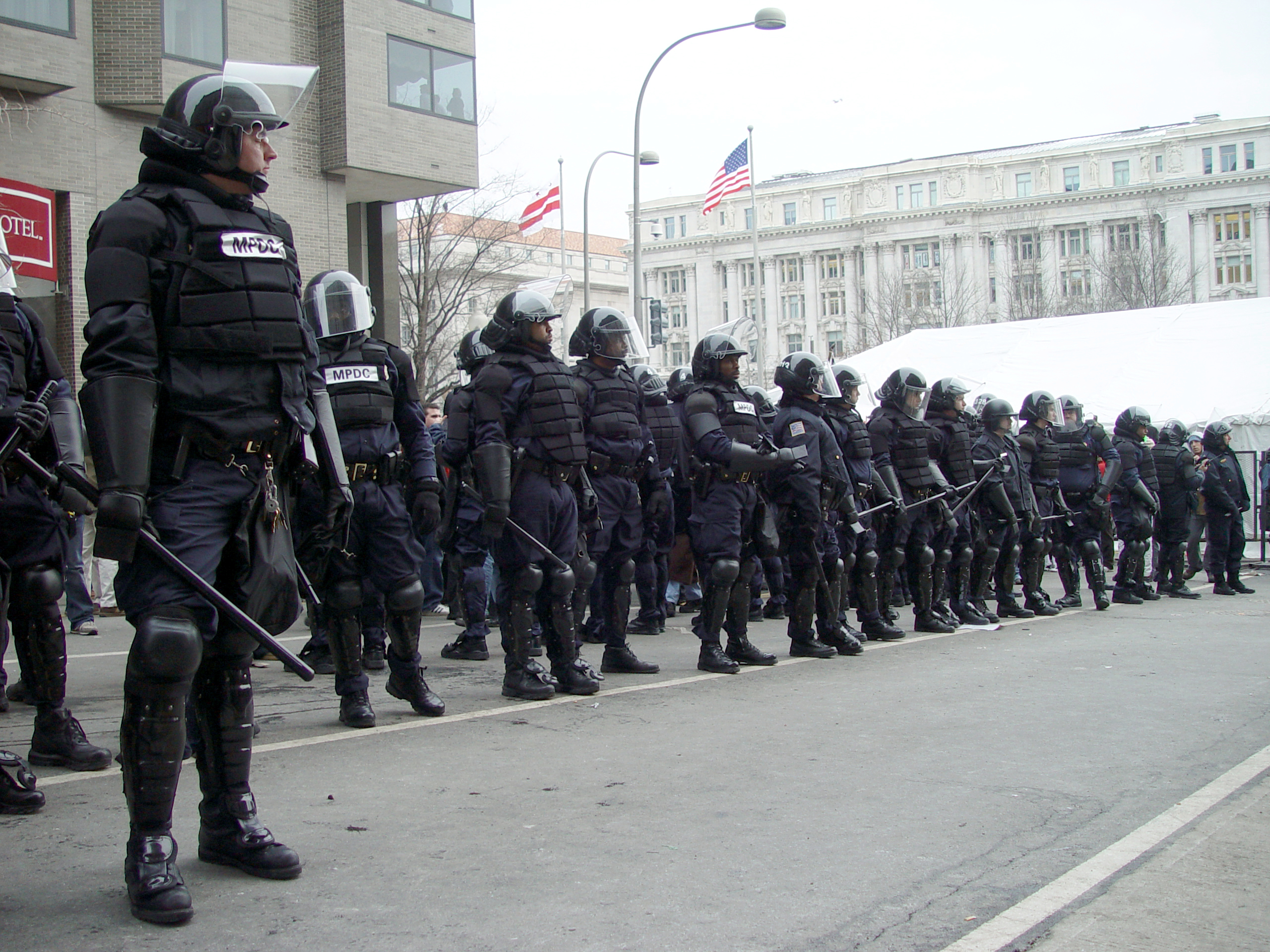
Els cascos de les unitats d'intervenció comparteixen amb els elms la mateixa funcionalitat; tot i no ser el mateix ni tampoc els seus successors

Des del segle x els documents donen el nom d'elm a un casc cavalleresc que, en les representacions gràfiques, apareix com una defensa cònica del cap, que pot portar una protecció d'orelles, i fins de galtes, i una altra nasal. Una mostra d'elm primitiu és el casc de sant Venceslau, conservat a la catedral de Praga; porten aquesta defensa els cavallers dels relleus de Santa Maria de Ripoll, els segells de Ramon Berenguer IV de Barcelona, del seu fill el rei Alfons i de Pere el Catòlic. Al segle xiii, es va cridar elm, a un casc cilíndric, en forma de bóta, amb la part superior plana, que se sostenia sobre les espatlles i cobria totalment el cap, la qual en el seu interior es podia moure de dreta a esquerra; portava una ranura horitzontal per permetre la visió i uns petits forats laterals per a la ventilació i la percepció de veus i sorolls. Era tan pesant i aclaparador que s'usava només en el moment de la lluita, i els pocs que l'usaven es posaven un altre casc militar interior. Amb l'arribada de la pólvora un casc amb protecció facial deixa de tenir sentit al no necessitar el seu portador protegir-se d'estelles procedents de llances trencades, ni tampoc cops, per armes ja en desús. D'aquesta manera, en l'edat moderna, tant Elms com les mateixes armadures van reduint de grandària primer i adaptant després, però van seguir fabricant-per tornejos entre nobles (com esport no ja com entrenament per al combat).
Una cosa semblant a elms segueixen utilitzant les unitats d'intervenció policials, per tal de protegir els seus membres d'objectes llançats en els disturbis, i el personal contra incendis per protegir el rostre de fonts de calor. Igualment hi ha algunes analogies a les antigues celades en les viseres abatibles dels cascos utilitzats, per exemple, en molts esports de motor; on, a més de parar impactes, la peça ha de també salvaguardar els ulls del vent i fins i tot el fred. Però tots dos casos no se'ls pot considerar elms ni celades, sinó semblants actuals amb aquelles.

## Desenvolupament dels cascos
Els militars d'avui dia solen utilitzar cascos d'alta qualitat fabricats amb materials balístics com el Kevlar i el Twaron, que ofereixen una major protecció. Alguns cascs també tenen bones qualitats de protecció no balística, contra amenaces com les ones de xoc commovedores de les explosions.
Molts dels cascos de combat actuals s'han adaptat als requisits de la guerra moderna i s'han millorat amb rails STANAG perquè serveixin de plataforma per al muntatge de càmeres, càmeres de vídeo i pantalles VAS per al muntatge d'ulleres de visió nocturna (NVG) i dispositius monoculars de visió nocturna (NVD).
A partir de principis del segle xx, els cascs de combat han estat sovint equipats amb cobertes de casc per oferir un major camuflatge. Hi ha hagut dos tipus principals de fundes: abans es feien servir molt les xarxes de malla, però la majoria dels cascos de combat moderns utilitzen fundes de tela de camuflatge.
A la fi del segle xx, a partir de les dècades de 1970 i 1980, nous materials com el Kevlar i el Twaron van començar a substituir l'acer com a material principal dels cascos de combat, en un esforç per millorar el pes, la protecció balística i la protecció contra les lesions a el cap causades per les explosions. Aquesta pràctica continua al segle xxi, amb nous avenços i refinaments a les fibres utilitzades, el disseny i la forma del casc, i una major modularitat. Els primers sistemes de cascos d'aquest nou disseny són el PASGT nord-americà, el MARTE espanyol, el SEPT-2 PLUS italià i el  Mk7 britànic.
Encoixinat
L'encoixinat s'utilitza per anul·lar les lesions per commoció cerebral. Els investigadors del Laboratori Nacional Lawrence Livermore van publicar un estudi el 2011 que concloïa que l'addició d'un vuitè de polzada/3 mil·límetres d'encoixinament disminuïa la força d'impacte al crani en un 24%.
Consideracions tècniques
Encara que el cap i el coll només ocupen el 12% del cos d'un soldat, els traumatismes cranioencefàlics són responsables de la meitat de les morts en combat als camps. de batalla. La lesió cerebral traumàtica (LCT) és una de les principals causes de mort i discapacitat entre els soldats ferits i s'ha convertit en una lesió característica dels conflictes militars moderns. Segons el Defense and Veterans Brain Injury Center (DVBIC), es van diagnosticar 444.328 LCT a l'exèrcit nord-americà entre el 2000 i el 2021 (a data de 26 d'agost del 2021). D'aquí la necessitat de desenvolupar cascos de combat avançats per protegir millor els soldats dels projectils, els objectes punxants i els artefactes explosius improvisats (AEI).
La història dels cascos protectors es remunta a l'Edat Mitjana. El casc militar contemporani va ser introduït per primera vegada per proporcionar protecció al capdavant per les tropes franceses, que va ser conegut com el casc General Adrian durant la Primera Guerra Mundial. Basant-se en el casc britànic de la Primera Guerra Mundial, Estats Units va fabricar el casc M1917, que va ser adoptat per l'exèrcit nord-americà i va donar lloc al casc d'acer M1 (sobrenom, olla d'acer) a la Segona Guerra Mundial. Amb la invenció de les fibres d'aramida a la dècada de 1960 i els requisits de lleugeresa i comoditat d'ús, es va desenvolupar el casc compost de Kevlar per substituir el casc d'acer a principis de la dècada de 1970, que es va conèixer com a casc PASGT (Personnel Armor System for Ground Troops) i va començar a prestar servei a l'exèrcit nord-americà el 1983. El 2001, es va posar en ús el Casc Modular de Comunicacions Integrades (MICH), que va evolucionar a partir del casc PASGT però amb un pes més lleuger. El casc MICH va ser substituït pel Casc de Combat Avançat (ACH) a partir del 2003, que té un millor rendiment balístic i ha estat àmpliament utilitzat. A més, el Cos de Marines dels EUA va dissenyar un nou casc de combat conegut com a Casc Lleuger (LWH), que està en servei des de 2003. Basat en compostos de polietilè de pes molecular ultra alt (UHMWPE), el casc FAST (Future Assault Shell Technology) va ser desenvolupat per l'Exèrcit dels EUA i presentat públicament el 2009. Continuant amb l'ús dels compostos d'UHMWPE i una nova generació de tecnologies de fabricació, l'Exèrcit dels EUA. va desenvolupar el casc de combat millorat (ECH) amb un pes reduït i un rendiment millorat, que va començar a fabricar-se el 2013. El casc amb Sistema Integrat de Protecció del Cap (IHPS) és el casc de combat més recent desenvolupat per l'Exèrcit dels Estats Units, que es va començar a fabricar el 2019 i està reconegut com el millor casc en general fins ara.
A més del nucli IHPS de l'exèrcit nord-americà, altres nuclis de combat contemporanis amb excel·lents prestacions protectores són el nucli UHMWPE VIRTUS del Regne Unit, el nucli d'aramida 6B47 de Rússia i el nucli lleuger Hjelm de Noruega.
Quan un projectil, com una bala (o un fragment d'alta velocitat), impacta contra un casc, l'energia cinemàtica del projectil es transfereix al casc i provoca una deformació de la cara posterior (DCP). Quan la DCP és prou gran perquè el casc deformat impacti contra el cap del soldat, es produirà un traumatisme contús per darrere de l'armadura. A més, les lesions cerebrals induïdes per explosions en soldats exposats a artefactes explosius improvisats en camps de batalla o zones urbanes de combat solen provocar morts.

### Casco M1
El casc M1 és un casc de combat que va ser usat per les Forces Armades dels Estats Units des de la Segona Guerra Mundial fins que va ser reemplaçat pel casc PASGT a principis de 1985. Durant més de quaranta anys, el M1 va ser l'equip estàndard de les Forces Armades dels Estats Units, i el seu disseny va inspirar altres forces armades arreu del món.
El casc M1 és extremadament popular entre els col·leccionistes de militària i cascs de la Segona Guerra Mundial, i són més valuosos que els models posteriors. Els cascs de l'època de la SGM, Corea i de Vietnam són difícils de trobar. Els cascos amb marques rares o amb alguna història documentada tendeixen a ser encara més cars. Això és particularment cert per als cascs de paracaigudistes, els quals són de les variants conegudes com casc M1C i casc M2.

### Casc PASGT
El casc PASGT (acrònim en anglès de Personnel Armor System for Ground Troops; en espanyol: Sistema de Protecció Personal per a Tropes Terrestres) va ser produït per primera vegada en 1983 per substituir al casc M1. Antic casc de kevlar utilitzat per l'Exèrcit dels Estats Units, el Cos de Marines i la Marina. Utilitzat per la USAF, però se'l reemplaça per l'ACH per la Força Aèria dels EUA. Adoptat per les Forces Armades de Mèxic a la dècada de 1990 per substituir el casc M1. Va substituir el casc M1 de l'exèrcit argentí i va ser modificat amb interiors encoixinats. Els cascs PASGT fabricats a EUA per UNICOR van substituir el casc M1 de Nova Zelanda a la dècada de 2000. El PASGT de Nova Zelanda era una còpia del casc lleuger de l'USMC en el sentit que comparteix el sistema de retenció de 4 punts i el sistema de coixinets per al cap.

### Casc ACH
L'ACH (Advanced Combat Helmet o Casc de Combat Avançat en espanyol) és l'actual casc de combat de l'Exèrcit dels Estats Units, utilitzat des de principis de la dècada de 2000. Va ser desenvolupat pel Centre de Sistemes de Soldats de l'Exèrcit dels Estats Units, el Comando d'Operacions Especials de l'Exèrcit dels Estats Units, i el Laboratori de Recerca de l'Exèrcit dels Estats Units per ser la propera generació de cascos de combat protectors per a ús de les forces terrestres nord-americanes. L'ACH deriva del Casc Modular de Comunicacions Integrades.

## Elms famosos
- L'elm d'Hades que dotava d'invisibilitat, robat per Perseu.
- El casc d'Ulisses de cuir d'oví, folrat de feltre, amb dents de senglar a l'exterior i corretges per tibar-a l'interior.[20]
- L'elm de Mambrino, en realitat un bací de barber que Don Quixot de La Manxa agafa com a elm. Don Quixot sol ser representat en multitud d'obres gràfiques o cinematogràfiques portant aquest "Elm" en el cap (capítol 21; tot i això, el cert és que el bací apareix a una petita part de l'obra i el Quixot mai la utilitza com a elm).
- L'elm d'Hàdor o Cap del Drac del Nord, elm rebut per Turin en les obres de J. R. R. Tolkien.